# Wrightia
Wrightia és un gènere de 23 espècies d'arbustos i arbres plantes de flors de la família de les Apocynaceae, natius d'Àfrica, Àsia i Austràlia.
Wrightia antidysenterica a vegades és tractada en el gènere Holarrhena, com Holarrhena pubescens. Ha estat llargament coneguda a l'Índia la tradició ayurvèdica, i s'anomena "kuţaja" en sànscrit.

## Descripció
Són arbustos o petits arbres amb branques primes. Fulles oposades. Inflorescència terminal o corimbes axil·lars de cimes. Calze amb 5 lòbuls, lòbuls obtusos, generalment amb les escales o les glàndules internes. Corol·la hipocrateriforme. Els fol·licles lliures o connats, prims, cilíndrics amb llavors comprimides lineals, comes caducifolis.

## Taxonomia
El gènere va ser descrit per Robert Brown i publicat a Memoirs of the Wernerian Natural History Society 1: 73. 1811. L'espècie tipus és:
- Wrightia antidysenterica
- Wrightia arborea
- Wrightia coccinea
- Wrightia laevis
- Wrightia pubescens
- Wrightia religiosa
- Wrightia sikkimensis
- Wrightia tinctoria